# Kazimierz Nycz
Kazimierz Nycz (Stara Wieś, 1. veljače 1950.) poljski je prelat Katoličke Crkve koji je bio nadbiskup Varšave od 2007. do 2024. godine.
Proglašen je svećenikom kardinalom Ss. Silvestro e Martino ai Monti 20. studenog 2010. godine.